# Csáky-kastély (Szendrő)

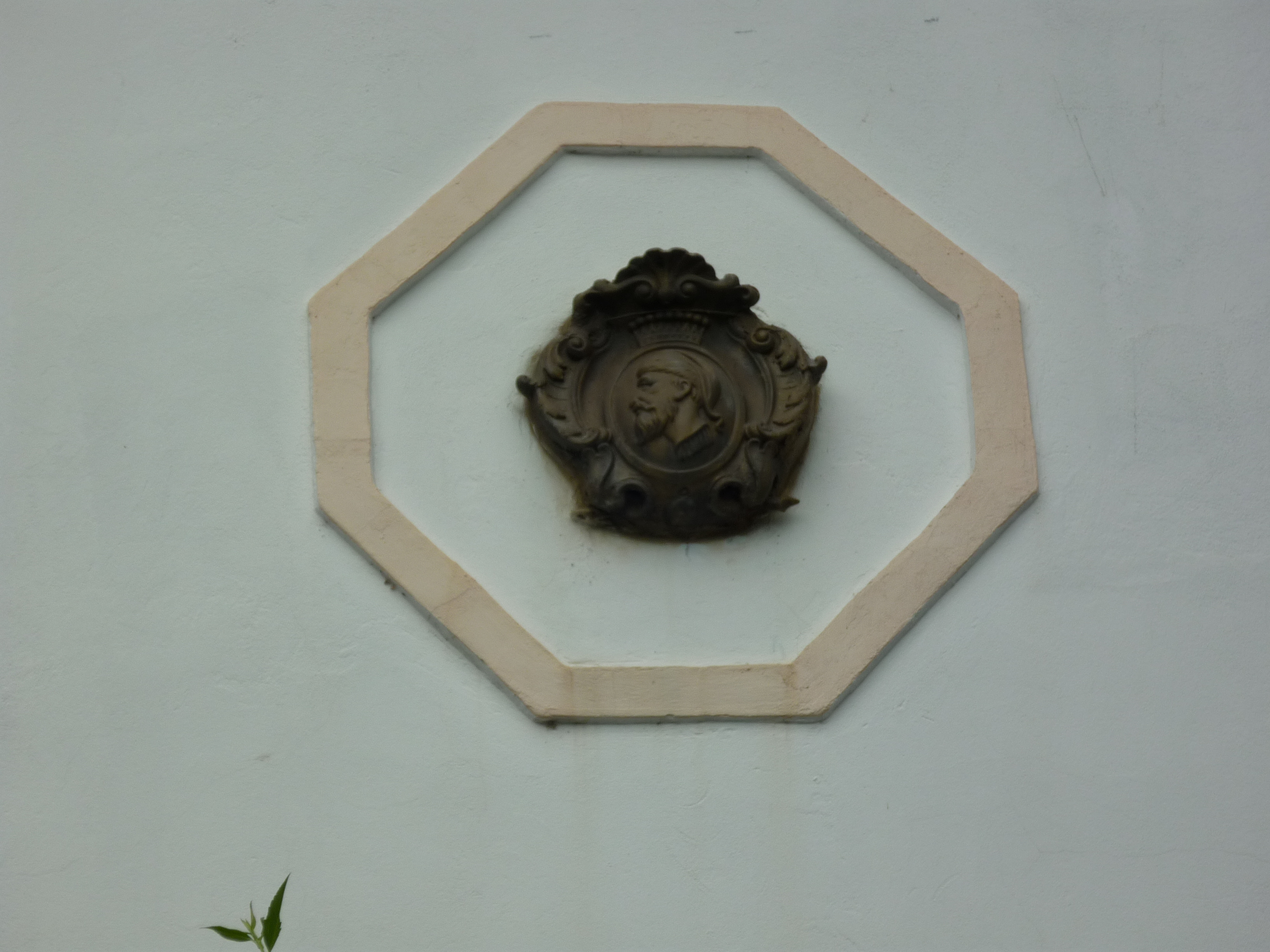
Vakolatdísz a kastély utcai homlokzatán

A szendrői Csáky-kastély egy késő barokk stílusú kastély, mely a Fő u. 18. alatt található.

## Története
Szendrőn a Csáky családnak valaha (a 17/18. század fordulójától a 20. század közepéig) két kastélya is állt, és ezeket a városról beszámoló tájékoztatók rendszeresen összetévesztik egymással. Az egykori, 1672-ben felégetett alsó vár helyére gróf Csáky István 1694-ben épített kastélyt – ennek rossz állapotú maradványai a főtértől (Hősök tere) északra állnak.
Csáky-kastélynak jelenleg a romos kastélytól alig száz méterre, a Fő u. 18. telken álló és szépen helyreállított, késő barokk stílusú épületet nevezik. Ezt ugyancsak gróf Csáky István építtette jobbágyaival 1694-től egy korábbi udvarház falmaradványainak felhasználásával. A 19. század második felében a kastélyt jelentősen átalakították, de a barokk stílus fő jegyeit megőrizte: diadalíves kapu, boltíves tornác és az ablakrácsok. Az épület alatt 3 boltozatos helyiségű pince található.

## Jelenlegi funkciója
Az épületben 1990-ben a szendrői Közművelődési Központ egységeit: városi könyvtárat, oktatástörténeti gyűjteményt és közösségi házat helyezték el.
Az oktatástörténeti gyűjtemény anyagát kitevő (főképp a 20. század első felében) használt oktatási segédeszközöket és tanszereket a környező falvakból gyűjtötték össze. A gyűjteményből egy kisebb teremben iskolatörténeti kiállítást rendeztek be. A kollekció 1991-ben a Miskolci Pedagógiai Intézet anyagával bővült.
Az emeleti galériában időszakos kiállítások váltják egymást.

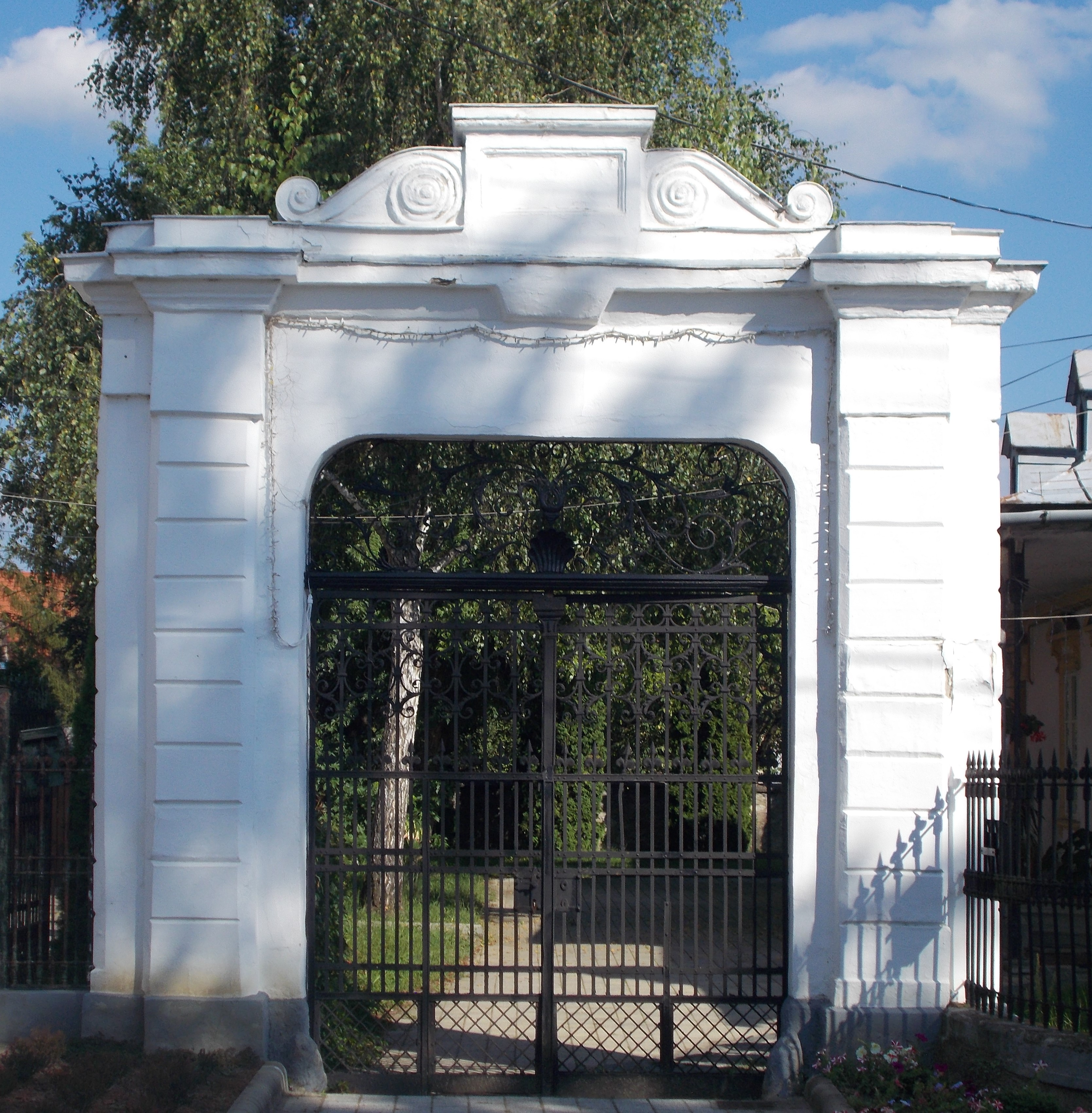
A szendrői Csáky-kastély kovácsoltvas kapuja.
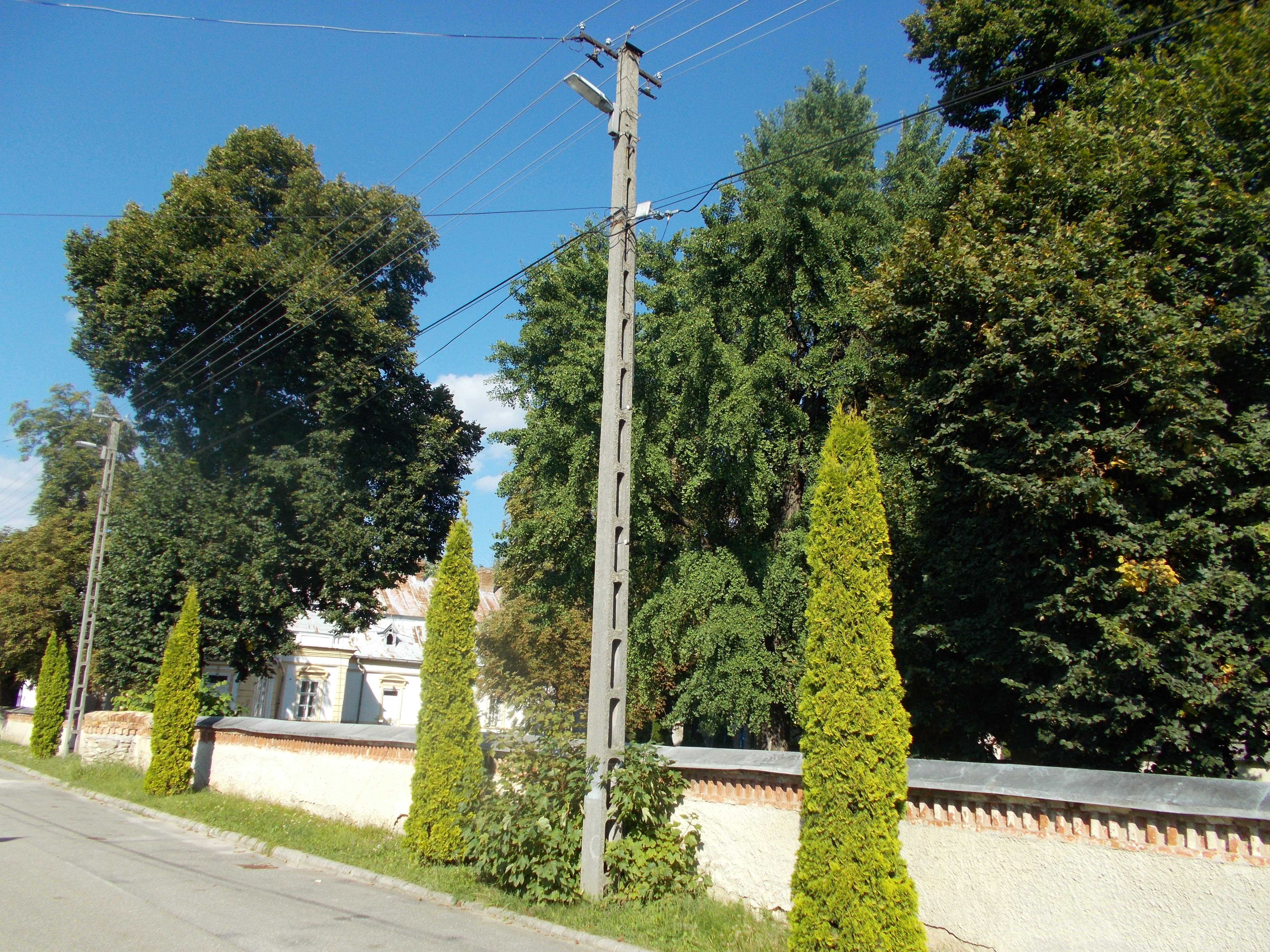
A szendrői Csáky-kastély parkjának részlete.